# Railleu
Railleu (in catalano Ralleu) è un comune francese di 18 abitanti situato nel dipartimento dei Pirenei Orientali nella regione dell'Occitania.

## Società

### Evoluzione demografica
Abitanti censiti